# Prowincja Burdż Bu Urajridż
Prowincja Burdż Bu Urajridż (arab. ولاية برج بوعريريج) – jedna z 48 prowincji Algierii, znajdująca się w północnej części kraju.
Prowincja ma powierzchnię 3920 km². W 2008 roku na jej terenach mieszkało 628 475 osób.